# Acanthomunna macropus
Acanthomunna macropus är en kräftdjursart som beskrevs av Cohen 1998. Acanthomunna macropus ingår i släktet Acanthomunna och familjen Dendrotionidae. Inga underarter finns listade i Catalogue of Life.